# 538 Favourite
De 538 Favourite is een titel die elke vrijdagmiddag aan een nieuwe hit wordt toegekend door de Nederlandse commerciële radiozender Radio 538. De 538 Favourite wordt een week lang extra vaak gedraaid. De eerste 538 Favourite werd gekozen op 5 juni 2020 en was Letters van Lucas & Steve.
Op vrijdagmiddag wordt iets voor 14:00 uur de 538 Favourite voor de aankomende week bekendgemaakt. Deze tipschijf is ter vervanging van de Alarmschijf, die per 4 januari 2019 naar Qmusic verhuisde. De volgende 538 Favourites wisten de eerste plek in de 538 Top 50 te bereiken.
| Jaar | Artiest                           | Titel                    | Weken op 1 | Weken in Top 50 |
| ---- | --------------------------------- | ------------------------ | ---------- | --------------- |
| 2020 | Jawsh 685 & Jason Derulo          | Savage Love              | 1          | 22              |
| 2020 | Bilal Wahib                       | Tigers                   | 1          | 14              |
| 2020 | Tiësto                            | The Business             | 7          | 35              |
| 2021 | Martin Garrix ft. Bono & The Edge | We Are the People        | 2          | 21              |
| 2021 | Ed Sheeran                        | Bad Habits               | 7          | 32              |
| 2021 | The Kid Laroi & Justin Bieber     | Stay                     | 6          | 32              |
| 2021 | Ed Sheeran & Elton John           | Merry Christmas          | 2          | 4               |
| 2022 | Antoon                            | Hallo                    | 3          | 19              |
| 2022 | David Guetta & Bebe Rexha         | I'm Good (Blue)          | 14         | 39              |
| 2022 | Claude                            | Ladada (Mon dernier mot) | 5          | 32              |
| 2023 | Miley Cyrus                       | Flowers                  | 16         | 31              |
| 2023 | Libianca ft. Cian Ducrot          | People                   | 5          | 29              |
| 2023 | Dua Lipa                          | Dance the Night          | 2          | 27              |
| 2023 | Post Malone                       | Chemical                 | 1          | 33              |
| 2023 | Anne-Marie & Shania Twain         | Unhealthy                | 3          | 34              |
| 2023 | Tate McRae                        | Greedy                   | 12         | 28              |
| 2023 | Noah Kahan                        | Stick Season             | 7          | 33              |
| 2024 | CYRIL                             | Stumblin' In             | 12         | 35              |
| 2024 | Mark Ambor                        | Belong Together          | 2          | 33              |
| 2024 | Shaboozey                         | A Bar Song (Tipsy)       | 4          | 38              |
| 2024 | Lady Gaga & Bruno Mars            | Die with a Smile         | 16         | 40              |
| 2024 | Rosé & Bruno Mars                 | Apt.                     | 11         | *               |
| 2025 | Alex Warren                       | Ordinary                 | 17         | *               |
| 2025 | Claude                            | C'est la vie             | 1          | 18              |
| 2025 | Ed Sheeran                        | Azizam                   | *          | *               |

## Trivia
- Op vrijdag 31 juli 2020 bereikte een ex-538 Favourite voor het eerst de nummer-1 positie in de 538 Top 50: Savage Love van Jawsh 685 & Jason Derulo. Een week later (7 augustus 2020) bereikte Tigers van Bilal Wahib, ook een ex-538 Favourite, de eerste positie. Beide hits wisten maar één week bovenaan te staan in de 538 Top 50.
- Sinds 1994 kiest Radio 538 ook wekelijks een Dancesmash. The Business van Tiësto is zowel een ex-Dancesmash, als een ex-538 Favourite.

2020 ·
2021 ·
2022 ·
2023 ·
2024 ·
2025